# Битва під Новоживотівом

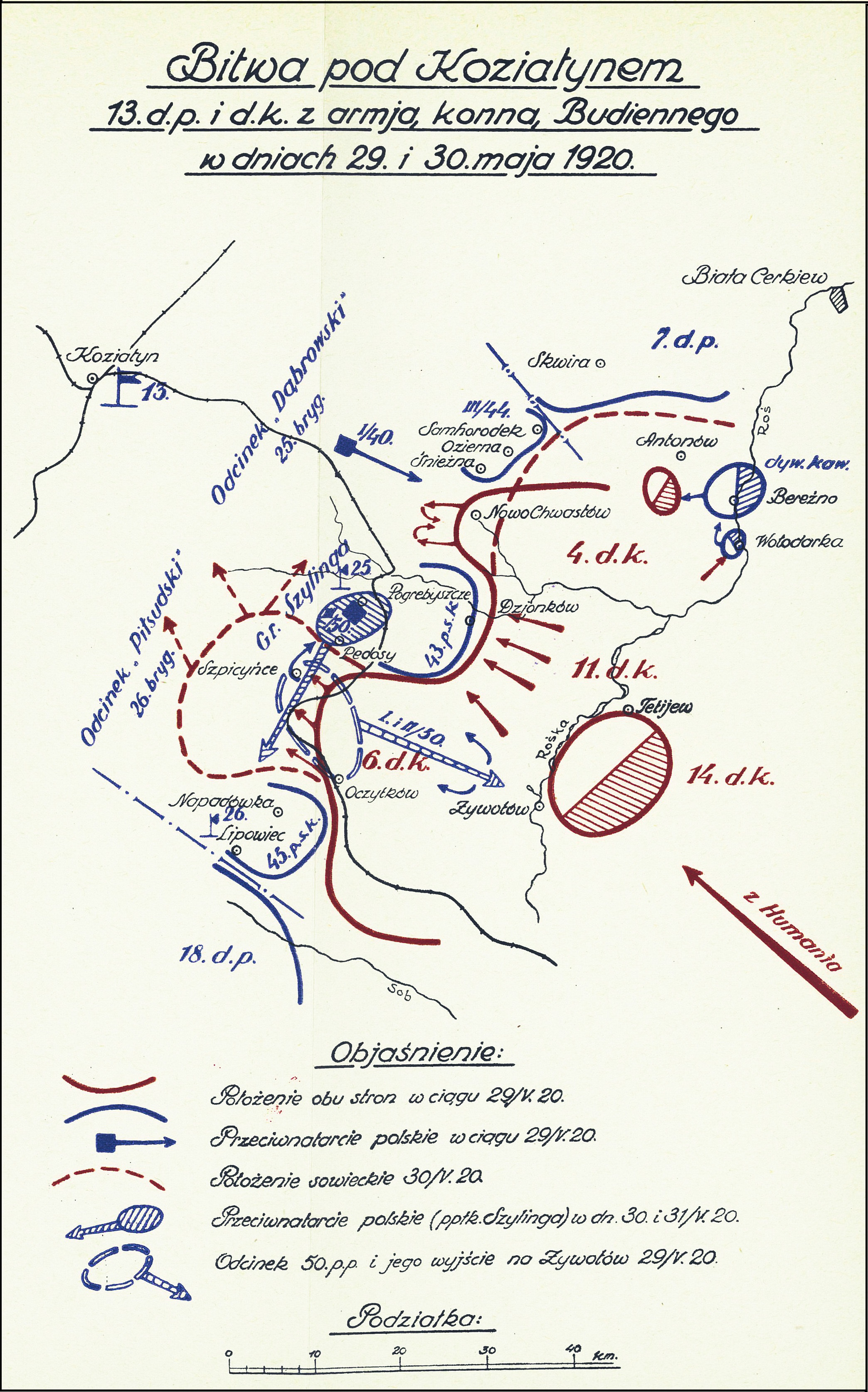
Ген. Тадеуш Кутшеба Київська експедиція 1920 р..

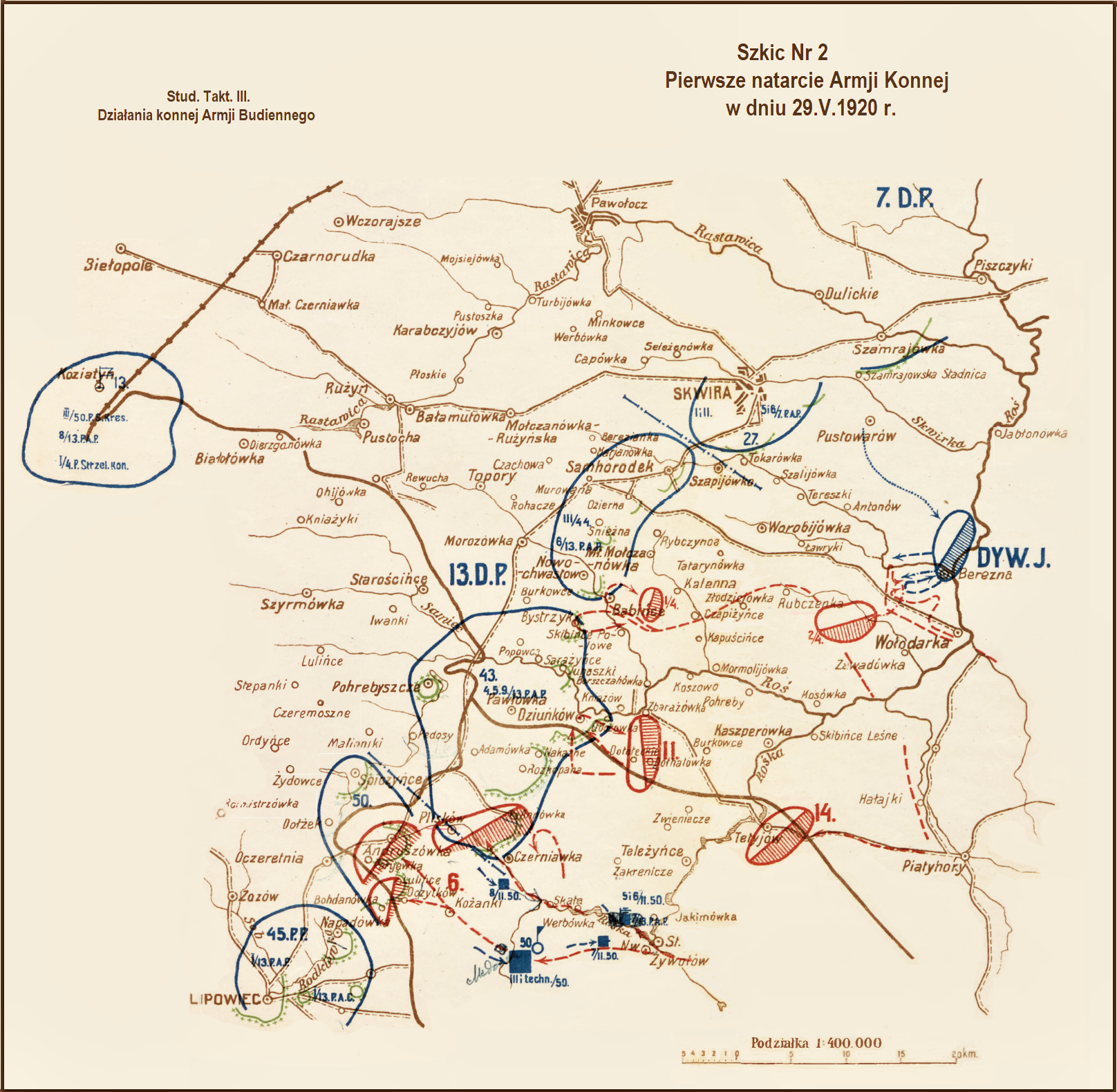
Мечислав Бернацький Дії кінної армії Будення в польсько-російській кампанії 1920 р.

Битва під Новоживотівом — бойові дії польського 50-го піхотного полку підполк. Адольфа Паквалена з радянською 6-ю кавалерійською дивізією під час Київської операції під час польсько-більшовицької війни.

## Загальна ситуація
25 квітня розпочався польський наступ на Україну. Наступальна операція польських військ, проведена в два етапи, завершилася вражаючим успіхом. 7 травня практично без бою був захоплений Київ, і одразу після його захоплення командування 3-ї армії створило на східному березі Дніпра розгалужений передовий плацдарм. Окупація Києва та створення плацдарму завершили польський наступ на Україну.
Після завершення наступу більшість польських частин, що брали участь у ньому, організували оборону, зайнявши найважливіші комунікаційні вузли та окремі міста. Фронт стабілізувався на лінії від Прип'яті, вздовж Дніпра, через Білу Церкву, Сквиру, Липовець, Брацлав, Вапнярку до Яруги на Дністрі. 3-я армія займала ділянку від Прип'яті до Сквири, а фронт 6-ї армії проходив від Сквири до Дністра.
26 травня 1-ша кінна армія Семена Будьонного атакувала польські оборонні рубежі. 13-та піхотна дивізія 6-ї армії була атакована, коли її частини частково рухалися, намагаючись покращити позиції та зайняти більш зручні позиції на річках Рось та Роська.

## Бої біля Новоживотіва
У третій декаді травня 50-й піхотний полк підполк. Адольфа Паквалена створив два «вузли захисту». 1-й батальйон був розгорнутий у Спичинцях, а 2-й батальйон в Андрушівці, посилений 7-ю батареєю 13-го полку польової артилерії. На правому крилі полк співпрацював з 45-м полком піхоти, розвинутим у Нападівці. 3-й батальйон був резервом 13-ї піхотної дивізії і дислокувався в Козятині. Командний пункт полку було створено в Спичинцях. 28 травня командир 50-го піхотного полку підполковник Паквален отримав наказ покращити позиції та перенести лінію оборони на Роську. 2-й батальйон з 7/13 pap мав зайняти Новоживотів і Животівку. Командир батальйону підполковник Леон Юхнєвич наказав розпочати марш о 16 годині. Табір під охороною 8-ї роти вирушив у дорогу через півгодини.
О 18.30 1-й батальйон почав марш зі Спичинців. У його колоні йшло командування полку і технічна рота. Три полкові колони йшли окремо, без зв'язку одна з одною. Страхування не видавалося, оскільки вважалося, що на передньому плані діяли союзні відділи українських повстанців.
У цей час 1-ша кінна армія, згрупована на лінії Тальне — Умань — Теплик, готувалася до наступу в напрямку Козятина. У ніч з 28 на 29 травня радянська кавалерія рушила в бік позицій 13-ї стрілецької дивізії. Похідні війська 6-ї кавалерійської дивізії зіткнулися з 5-ю і 6-ю ротами 50-го піхотного полку біля Ново-Животового. Здивування було обопільним  . Атака польських рот на Новоживотіва і спроба організувати там оборону провалилися. Після початкової несподіванки совіцькі полки рушили до удару, ввівши в бій дві батареї кінної артилерії. Штаб 7/13-го пп поручника Шембарського відкрив вогонь по кінноті, що наступала спереду, а потім вступив у рукопашний бій, захищаючи гармати. У нерівному бою батарея була посічена шаблями. Піхота, використавши всі набої, захищалася багнетами. Підполковник Юхневич загинув у рукопашній сутичці, а кілька офіцерів щоб не потрапити в полон покінчили життя самогубством. Обидві компанії були повністю знищені. Самотня 7-ма рота, яка йшла до Животівки, також була вирізана. Під Чернявкою 8-а рота, яка охороняла табір батальйону, незважаючи на погану підготовку, понад три години чинила запеклий опір. Вижили лише вісімнадцять осіб.
Після знищення 2-го батальйону підполк. Юхневича, частини 6-ї кавалерійської дивізії просунулися п'ятнадцяти кілометровою лінією до Спічинки. Під Медівкою йому протистояв 1-й батальйон 50-го піхотного полку, посилений штабними частинами. Попереджений про наближення кавалерії, підполковник Пакуален зумів організувати ефективну оборону, і першу атаку кавалерії було відбито. Проте поляки вирішили вчинити навпаки. Під впливом постійно поновлюваних кавалерійських атак польських піхотинців охопила паніка, і відступ перетворився на безладну втечу. Лише кулеметна рота була на висоті і досить ефективно прикривала стрільців. Батальйону з великими втратами вдалося дійти до Андрушувки і, використовуючи вогневу підтримку бронепотяга «Strzelec Kresowy», спробувати організувати ефективну оборону. Проте ворог ввів у бій два бронепотяги, які змусили «Strzelec Kresowy» відступити. Ще одна атака пішої радянської кавалерії вибила батальйон з оборонних позицій. Польські вояки у великому безладді відступили до Спичинців, рятуючи полкову хоругву, яка мало не потрапила до рук совєтів.

## Баланс боїв
Перше зіткнення на полі бою з 1-ю кінною армією Семена Будьонного закінчилося для польських військ трагічно. Польська піхота лише недовго змогла протистояти наступаючій масі кавалерії. Розгром 50-го полку піхоти створив широку пролому на польському фронті, через яку 6-та кавалерійська дивізія глибоко проникла в польську оборону.
Під Новоживотівом та Медівкою поляки втратили близько 1200 убитими, пораненими та полоненими. Радянські війська захопили чотири гармати та двадцять важких кулеметів.